# The Good Life
Pour plus de détails, voir Fiche technique et Distribution.
The Good Life est un film américain réalisé par Alan Mehrez en 1997.
The Good Life est un clip de CNN. A la base ce clip devait être un film. Avec Frank Stallone, son frère Sylvester Stallone, Dice Clay, Dennis Hopper participe au clip entre autres. Le film est inédit en salle, après que Sylvester ait poursuivi les créateurs pour avoir fortement promu son personnage malgré le fait qu'il soit un caméo.

## Fiche technique
- Titre : The Good Life
- Réalisation : Alan Mehrez
- Scénario : Alan Mehrez et Matthew Harrison (non-crédité)
- Musique : John L. Horn et Alex Wurman
- Casting : Donald Paul Pemrick
- Costumes : Ellen Falguiere
- Décors : Gilbert Johnson
- Production :
  - Producteurs : Alan Amiel, Alan Mehrez et Diane Mehrez
  - Producteur associé : Raymond Hernandez Jr.
- Sociétés de production : DEM Films et Film Crash (en)
- Pays d'origine :  États-Unis
- Langue : anglais
- Lieu de tournage : Los Angeles
- Durée : 95 minutes
- Date de sortie : inédit

## Distribution
- Frank Stallone : Joe
- Dennis Hopper : M. Golf
- Marina Anderson : Sandy
- Erik Betts : Charles
- David Anthony Pizzuto (en) : Fredo
- Ren Trella : Barb
- Matt Raftery :
- Gi Gi Merone :
- Peter Dobson :
- Andrew Dice Clay (en) :
- Don Barris :
- David Carradine :
- Beverly D'Angelo :
- Nicole Lauren : Nicole
- Tiprin Mandalay : Rose
- Gary Shuman :
- Sylvester Stallone (VF : Alain Dorval ; VQ : [Magnon-Bellard]) : Patron